# Lotis
Lotis (en grec antic Λωτίς), segons la mitologia grega, va ser una nimfa estimada per Príap.
El déu va sol·licitar-la diverses vegades, però ella sempre se n'escapava. Una nit, quan Lotis dormia entre les Mènades, les companyes de Dionís, Príap, que es trobava entre el seguici, acostar-se a ella i va intentar d'agafar-la per sorpresa. Però quan estava a punt d'aconseguir-la, l'ase de Silè es va a posar a bramar tant fort que tots es van despertar. Lotis va fugir, i va deixar Príap avergonyit i tothom es reia del seu fracàs.
Més tard, Lotis pregà l'ajuda dels immortals, que la transformaren en un arbust de flors vermelles, potser el ginjoler o el lotus.